# Ковнацький Олександр Людвігович
Ковнацький Олександр Людвігович (нар. 16 вересня 1977 — 3 жовтня 2022) — солдат Збройних сил України, учасник російсько-української війни.

## Життєвий шлях
Олександр Ковнацький народився у багатодітній сім'ї, в селі Кошелівка, що в Пулинській громаді. Там закінчив місцеву школу.

«Пам'ятаю його як колишнього свого учня. Я тоді директором школи був, у якій він навчався. Сашко такою світлою людиною був. Тихий, спокійний, врівноважений, відповідальний. Про таких, як він, кажуть просто — добряк. Я ніколи від нього не почув, та й не тільки я, а всі, хто його знав, чогось такого грубого, поганого. Завжди хотів усім допомоги. Як батько він хотів щось зробити для своїх дітей. Щоб вони жили краще, мали гарне і перспективне майбутнє. Вважав це своїм обов'язком. Мені про це говорив, коли ми бачилися востаннє, незадовго до його загибелі» — згадував його вчитель, Станіслав Климчук.
Продовжив здобувати освіту в Центрі професійно-технічної освіти м. Житомира, на професії «Будівельник».
24 лютого 2022 року пішов добровольцем до ЗСУ. Літом отримав поранення, проходив лікування в Житомирському військовому госпіталі, після одужання — повернувся на фронт.
В кінці вересня 2022 року в боях на Ізюмському напрямку, танк, в якому перебував Олександр Ковнацький, підірвався на міні, сам же він отримав тяжке поранення. 10 днів пробув в тяжкому стані та 3 жовтня 2022 року помер не приходячи до тями. У військового залишилися дружина, донька та син.
07 жовтня 2022 року похований в Житомирі, на Корбутівському цвинтарі.

## Нагороди
Указом Президента України №21/2023 від 13 січня 2023 року, нагороджений орденом “За мужність” ІІІ ступеня посмертно